# Francisco d'Andrade

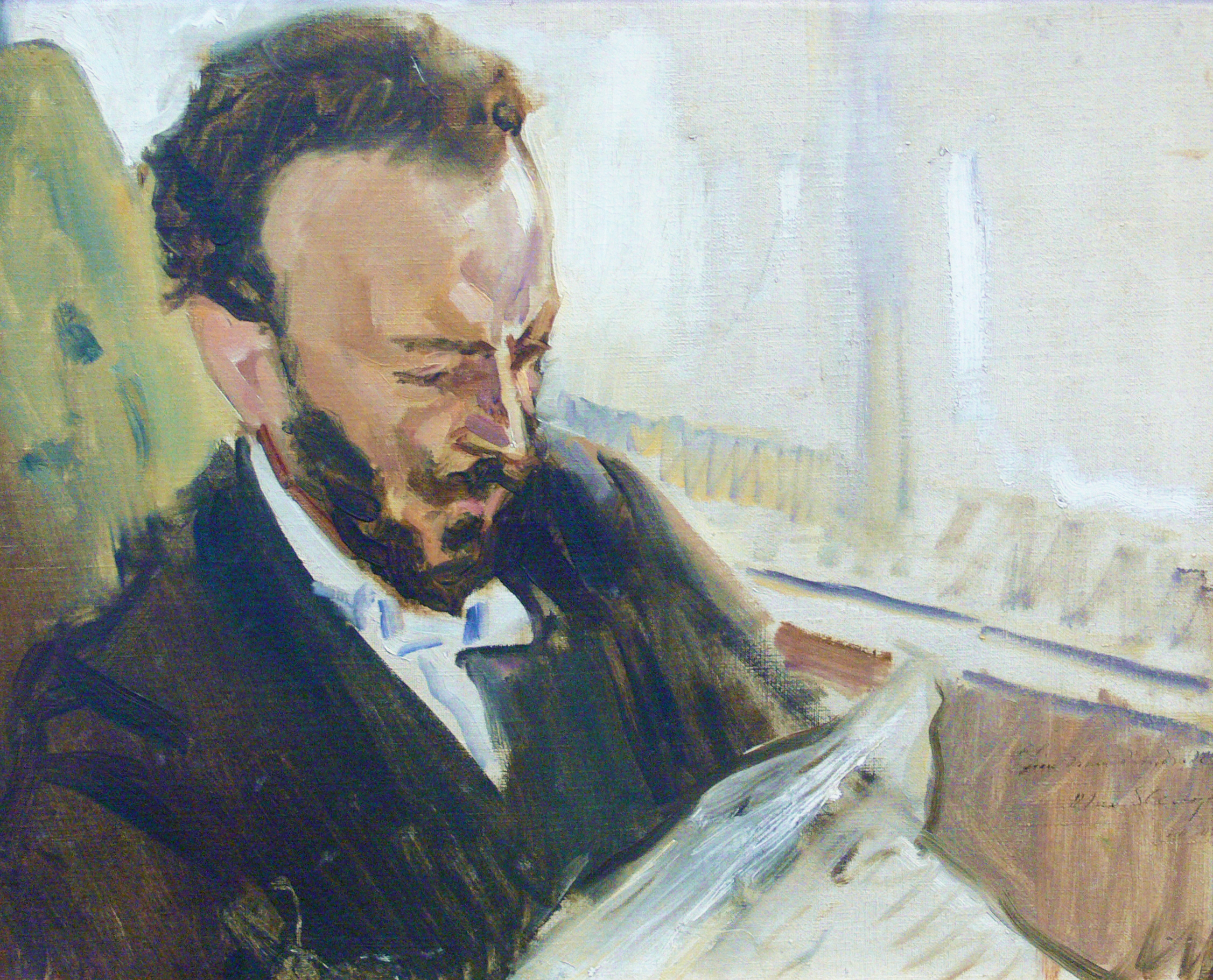
Francisco d'Andrade en una pintura de Max Slevogt de 1903.

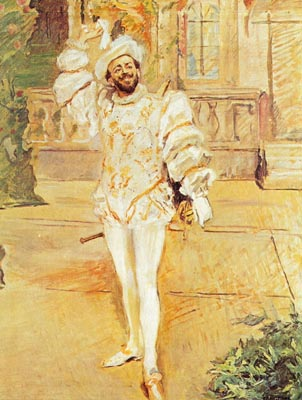
Francisco d'Andrade en el papel del Burlador por Max Slevogt, 1902.

Francisco d'Andrade (11 de enero de 1859 en Lisboa – 8 de febrero de 1921 en Berlín) fue un cantante portugués de ópera (barítono).

## Biografía
Actuó en Berlín y en todas las grandes escenas europeas. Obtuvo especial celebridad con el papel de Don Giovanni en la ópera homónima de Mozart. Hay una pintura célebre de Max Slevogt de Francisco d'Andrade caracterizado como el Burlador.